# الحمة (أسلم)

تعديل مصدري - تعديل

الحمة هي إحدى قرى عزلة أسلم الوسط بمديرية أسلم التابعة لمحافظة حجة، بلغ تعداد سكانها 228 نسمة حسب تعداد اليمن لعام 2004.